# Primeira Dinastia do País do Mar

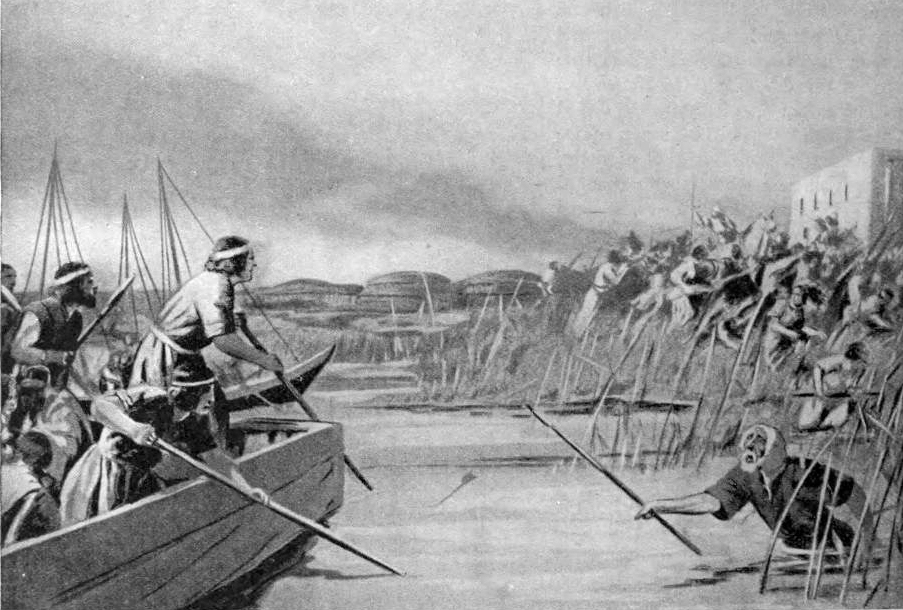
A conquista dos cassitas na terra do mar.

A Primeira Dinastia do País do Mar (URU.KÙKI ) foi a segunda dinastia da Babilônia, sucedendo a primeira dinastia babilônica, o mais conhecido Império Paleobabilônico.

## História
A dinastia, que havia se libertado da vida curta e, a essa altura, destruía o Império Paleobabilônico, recebeu o nome da província no extremo sul da Mesopotâmia, uma região pantanosa desprovida de grandes assentamentos que gradualmente se expandiram para o sul com o assoreamento das bocas dos rios Tigre e Eufrates (a região conhecida como Mate Caldi, ou caldeia, na Idade do Ferro). Os reis posteriores tinham nomes pseudo-sumérios fantasiosos e remontam aos dias de glória da dinastia de Isim. O terceiro rei da dinastia foi mesmo nomeado para o rei supremo da dinastia de Isim, Damiquilisu. Apesar desses motivos culturais, a população usava predominantemente nomes acádios e escrevia e falava na língua acádia. Há evidências circunstanciais de que seu governo se estendeu pelo menos brevemente a própria Babilônia. Nos últimos tempos, também existia uma província do Império Neobabilônico no País do Mar.